# Koninklijke Fanfare Graaf d'Elissem

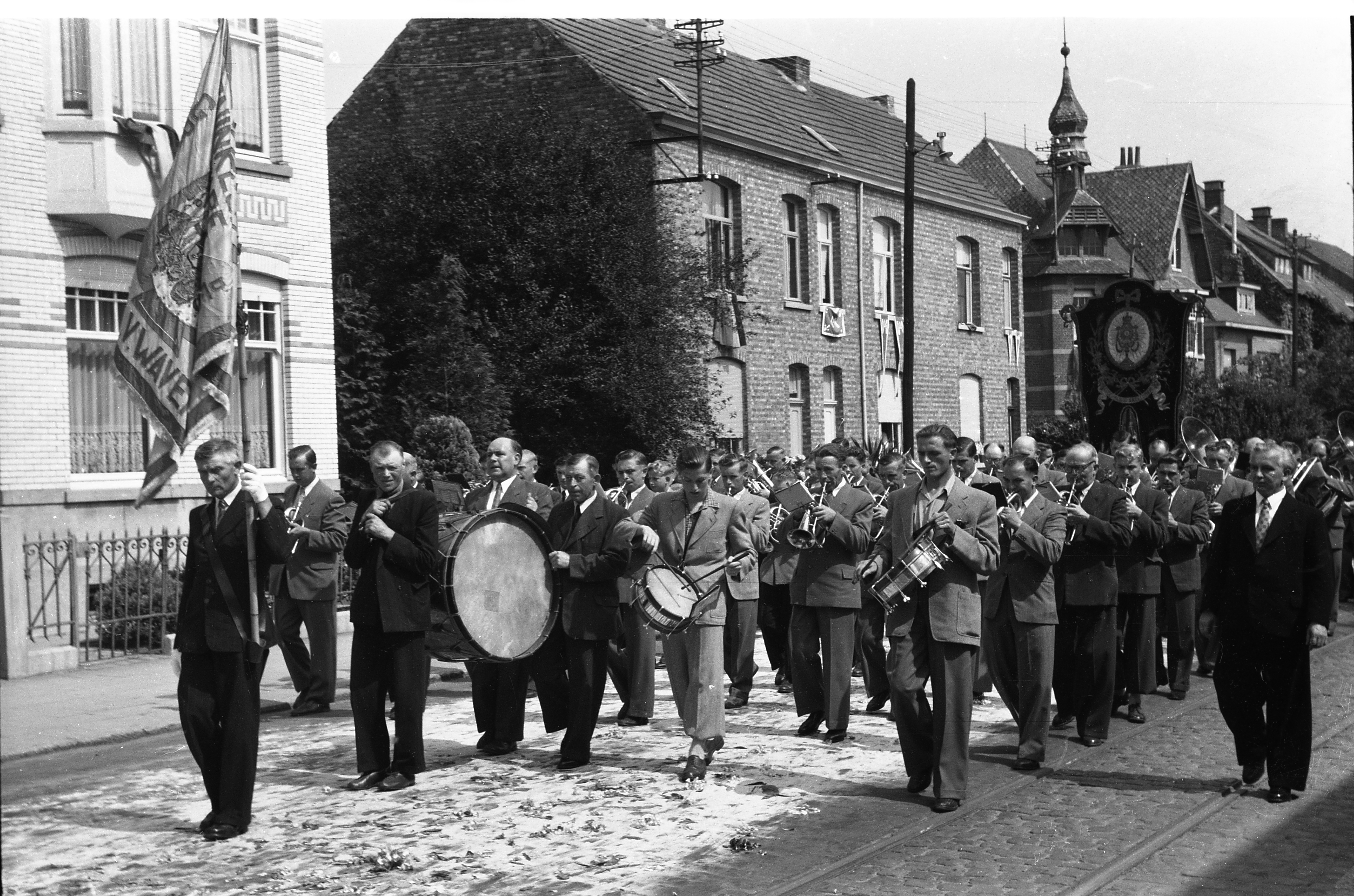
Processie O.-L.-V.-Waver 1953

De Koninklijke fanfare Graaf d'Elissem is een muziekvereniging uit Onze-Lieve-Vrouw-Waver, (gemeente Sint-Katelijne-Waver), provincie Antwerpen, die opgericht werd in 1859 en aangesloten is bij Vlaamse Amateurmuziekorganisatie (Vlamo).

## Orkest
Het orkest bestaat uit een 35-tal muzikanten onder leiding van dirigent Andries Voets. Het repertoire bestaat voornamelijk uit moderne pop- en filmmuziek, marsen en specifieke HaFaBra-werken.
Ondanks haar respectabele leeftijd telt de Koninklijke Fanfare Graaf d'Elissem ook een aanzienlijk aantal jonge muzikanten. Zij kunnen gratis notenleer volgen en muziek leren spelen zonder dat voorkennis vereist is. Daarnaast zijn er ook gratis instrumentenlessen voor koperblaasinstrumenten, saxofoon en slaginstrumenten.

## Geschiedenis
Paul Notelteirs, een student uit Onze-Lieve-Vrouw-Waver richtte in 1856, samen met enkele medestudenten een zangvereniging op. In 1859 groeide deze uit tot een fanfare. 
Het voorzitterschap werd op 13 oktober 1859 opgedragen aan Eerste Schepen Eduward Pieter De Pauw.
Notelteirs wilde zijn fanfare een zeker aanzien bezorgen en hij schreef op 25 oktober 1859 naar de afstammelingen van de laatste heren van het dorp en verzocht hun het erevoorzitterschap van de maatschappij te willen aanvaarden. Daarmee zouden zij de gedachtenis in ere houden van hun voorvader, W.K.J. de Ruysschen, die in de 18e eeuw baron van Onze-Lieve-Vrouw-Waver was en de titel Graaf van Elissem (dit is het dorp Eliksem, deelgemeente van de stad Landen in Vlaams-Brabant) droeg. 
De fanfare zou dan te zijner ere “Graaf van Elissem” genoemd worden. De familie gaf hierop een gunstig antwoord. De erevoorzitster, gravin d'Oultremont de Duras schonk als blijk van erkentelijkheid een fraaie standaard. Vele benamingen werden in die tijd verfranst en zo was het ook met de naam van de fanfare op de standaard: “Graaf d'Elissem”. Naast het opluisteren van gemeentelijke manifestaties was de fanfare actief op vele festivals. 
Sinds 1877 begon de fanfare haar eigen feestavonden te organiseren. Op het programma stonden muziek, zang, solo's, kluchtliederen en alleenspraken. In 1891 kwam er een splitsing, die leidde tot de oprichting van een tweede, concurrerende fanfare Sint-Cecilia. Beide fanfares werden ook politieke partijen, n°1 en n°2, beide evenwel christelijk geïnspireerd. Niet-Waveraars konden dan ook moeilijk de partijschap in Waver begrijpen. In de volksmond wordt Graaf d'Elissem tot op heden kortweg Nummer 1 genoemd. Sinds de gemeentefusie in 1977 is de fanfare echter geen politieke partij meer. 
Tijdens de Eerste Wereldoorlog vielen de muzikale activiteiten stil. De toenmalige nog zeer jonge voorzitter Louis Slaets gaf hierna zijn fanfare nieuwe impulsen. Hij vormde in 1927 de maatschappij om tot een vzw en de fanfare bouwde een eigen zaal. In 1934 werd het 75-jarige bestaan gevierd met een festival waaraan vele fanfares en harmonieën hun medewerking verleenden. 
Louis Slaets werd in 1958 door René Slaets opgevolgd, die op zijn beurt in 1967 de fakkel doorgaf aan Philemon Scheers. Van 1986 tot zijn onverwachte overlijden in 1999 was Louis Slaets voorzitter. Hij bekleedde tevens belangrijke bestuursfuncties binnen Fedekam. Hij werd opgevolgd door Marcel Vets, die in 2009 van het jubileumjaar naar aanleiding van het 150-jarige bestaan van de fanfare een groot succes maakte. In 2011 droeg hij het voorzitterschap over aan Eric Janssens.

## Activiteiten

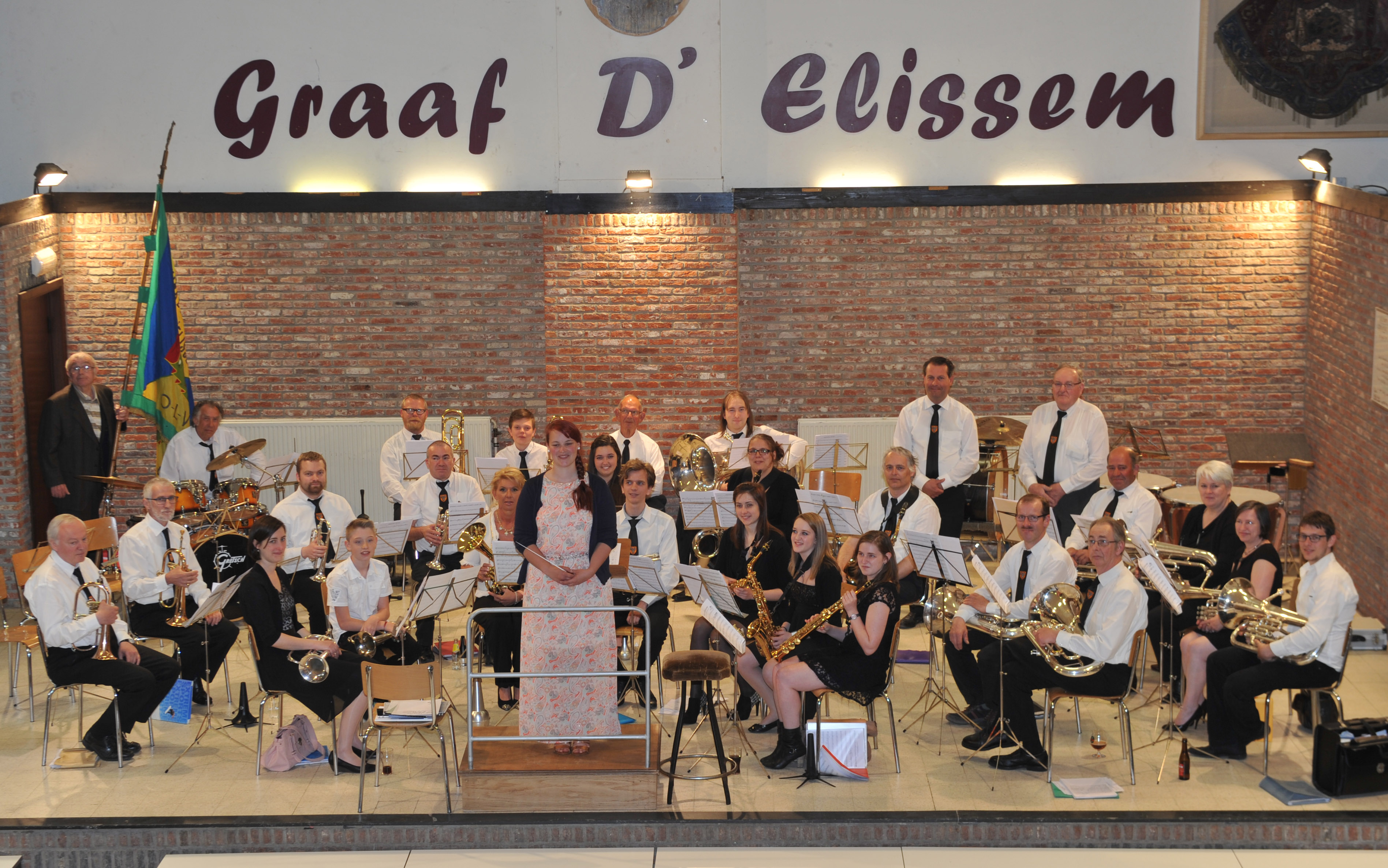
Verbroederingsconcert 2015

De Koninklijke fanfare Graaf d'Elissem organiseert naast muzikale activiteiten ook nog andere activiteiten. Het muzikale hoogtepunt is het kerstconcert dat ieder jaar op 26 december plaatsvindt. Verder neemt de fanfare deel aan tal van verbroederingsconcerten van bevriende muziekmaatschappijen. 
Sinds enkele jaren opent Graaf d'Elissem de Waverse jaarmarkt, gevolgd door een jaarmarktconcert. Geregeld neemt ze deel aan de Hanswijkprocessie in Mechelen en verzorgt ook gastoptredens tijdens talrijke evenementen. 
Tot de tradities behoren ook het jaarlijkse “teerfeest” (eerste weekend van december) en de “kopactie” (bereiden van zelfgemaakte “kop” of hoofdkaas). De repetities van januari tot april worden tijdens de tweede dag van het teerfeest per opbod aan de hoogstbiedende verpacht. De winst van deze repetities gaan meestal naar plaatselijke verenigingen of naar een goed doel.

## Feestzaal
De fanfare is ook eigenaar van zaal “d'Elissem”. Hier organiseert de muziekvereniging haar eigen concerten, maar verhuurt deze ook aan andere verenigingen en particulieren. De huidige zaal werd in 1927 gebouwd in de voor die tijd typische stijl voor fanfarezalen.

## Publicaties
- Koninklijke Fanfare Graaf d'Elissem Onze-Lieve-Vrouw-Waver 1859 – 1999, Een verhaal over 150 jaar geschiedenis, in: Mededelingen van het Jozef van Rompay-Davidsfonds-Genootschap vzw, vol. XXII, 2010.